# 角井亮一
⻆井 亮一（かくい りょういち、1968年〈昭和43年〉10月25日 - ）は、日本の実業家、経営コンサルタント。学位はMaster of Business Administration（ゴールデンゲート大学・1993年）。株式会社イー・ロジット取締役会長・チーフコンサルタント、グローバルBiz専門職大学グローバルビジネス学部教授。角井 亮一とも表記される。
株式会社船井総合研究所、光輝物流株式会社での勤務を経て、株式会社イー・ロジット社長（初代）などを歴任した。

## 来歴

### 生い立ち
1968年（昭和43年）10月25日、大阪府東大阪市にて生まれた。その後、奈良県にて育った。実家は、光輝物流という流通加工などを行う倉庫会社で、幼少の頃より手伝っていた。上智大学に進学し、経済学部の経済学科にて学び、田中利見の門下となる。1991年（平成3年）、上智大学卒業。1993年（平成5年）、ゴールデンゲート大学MBA取得。

### 実業家として
大学院修了後、船井総合研究所で小売業に対するコンサルティングを手掛けた。実家入社後、三井物産よりネット通販の物流代行の仕事を紹介され、イー・ロジットを設立するきっかけとなる。2000年（平成12年）にイー・ロジットを創業した。また、大阪経済大学では講師を兼任しており、多摩大学の大学院においては客員教授を兼任していた。
さらに、グローバルBiz専門職大学においてはグローバルビジネス学部の教授に就任した。

## 略歴
- 1968年 - 大阪府東大阪市にて誕生[4]。
- 1991年 - 上智大学経済学部卒業[4]。
- 1993年 - ゴールデンゲート大学大学院修了[4]。
- 1994年 - 船井総合研究所入社[4]。
- 1998年 - 光輝物流入社[4]。
- 2000年 - イー・ロジット代表取締役[4]。

## 著作
- 『よくわかるIT物流』（日本実業出版社）
- 『よくわかるIT物流』　韓国語（SJグループ）
- 『よくわかるIT物流』　繁体中国語
- 『よくわかるIT物流』　簡体中国語（深圳出版）
- 『図解 基本からよくわかる物流のしくみ』（日本実業出版社）
- 『図解 基本からよくわかる物流のしくみ』　簡体中国語（深圳出版）
- 『物流改善の進め方』（かんき出版）
- 『トコトンやさしい戦略物流の本』（日刊工業新聞社）
- 『小売・卸売業が知らなきゃいけない物流の知識』（商業界）
- 『通勤大学実践MBA 戦略物流』（法令出版）
- 『物流がわかる』（日経文庫）
- 「Strategic Logistics in Japan」英語（Amazon）
- 『図解 よくわかる物流のすべて』（日本実業出版社）
- 『図解 よくわかる物流のすべて』　簡体中国語（深圳出版）
- 『人が育つ素敵な会社』（財界）
- 『オムニチャネル戦略』（日経文庫）
- 「Omni-Channel Strategies in U.S. and Japan」英語（Amazon）